# هنر عبدی
هنر عبدی (فارسی: هنر عبدی؛ زادهٔ ۳۰ نوامبر ۱۹۹۴) بازیکن فوتبال ایرانی-فنلاندی اهل فنلاند است. او برای تیم Kokkolan Palloveikot بازی می‌کند.